# Catherine Tramell
Pour les articles homonymes, voir Trammell.
Ne doit pas être confondu avec Félicien Tramel.
Catherine Tramell est un personnage de fiction créé par Joe Eszterhas dans le film Basic Instinct de Paul Verhoeven en 1992. Ce personnage est interprété par l'actrice américaine Sharon Stone.

## Biographie
Dans Basic Instinct, Catherine Tramell naît en 1961. Ses parents meurent dans l'explosion d'un bateau, en 1979 et elle hérite de 110 millions de dollars. Son premier roman, The First Time, écrit quelques années plus tard, reprend la trame de cet événement. 
En 1983, elle décroche une licence de lettres et de psychologie à l'Université de Berkeley. Durant ses années à l'université, son conseiller, le professeur Noah Goldstein est assassiné avec un pic à glace, ce qui donne à Catherine, l'idée de son nouveau roman, Love Hurts. En même temps, elle rencontre une autre étudiante en psychologie, Lisa Hobberman (alias Elizabeth Garner).
Elle sort ensuite avec un boxeur, Manuel "Manny" Vásquez, tué en 1984 durant un combat à Atlantic City. Elle devient écrivain sous le pseudonyme de Catherine Woolf. Ses romans sont des polars qui mêlent sexe et crime et s'attardent sur l'instinct primaire (basic instinct) des gens. Des meurtres irrésolus entourent les événements de sa vie. Elle est habituée à se lier d'amitié avec des criminels, comme Hazel Dobkins, une femme âgée qui a poignardé son époux et leurs enfants à mort sans aucune raison et Roxanne "Roxy" Hardy, son amante, qui a tué ses deux jeunes frères avec un rasoir, adolescente.

## Description

### Physique
L'apparence physique de Catherine Tramell est indubitablement liée à celle de Sharon Stone, l'actrice qui lui donne vie dans les deux films. Blonde platine sexy à la silhouette fine, elle porte des vêtements avec une dominante de blanc dans le premier film. Tenue grâce à laquelle le personnage passera à la postérité avec la scène désormais culte de l'interrogatoire. Extérieurement, elle n'est que douceur excepté son regard pesant. Dans le deuxième film, elle adopte des tenues avec une dominante de noir très sexy. Elle ne porte jamais de sous-vêtements pour exciter les hommes et pour avoir plus rapidement et plus simplement des relations sexuelles.

### Personnalité
Catherine Tramell est un savant mélange de femme fatale et de possible tueur en série. Elle a une personnalité particulièrement complexe. À la fois douce et retorse, elle peut être très sensuelle et affectueuse mais aussi froide et dénuée de sentiment. Ouvertement bisexuelle, elle collectionne de brèves aventures avec des personnes des deux sexes et a une addiction au risque de mettre leur vie en danger.

## Réception critique
Le personnage de Catherine Tramell (et plus largement le film Basic Instinct) a fait l'objet d'un article traitant de la biphobie, et de ses clichés. Femme bisexuelle, Catherine est une personne froide et sans émotion, incapable de s'attacher sentimentalement à ses conquêtes amoureuses, insatiable sexuellement dans ses aventures avec les deux sexes ; la bisexualité étant représentée comme un état de « confusion » permanente entre hétérosexualité et homosexualité.

## Œuvres où le personnage apparaît
- 1992 : Basic Instinct de Paul Verhoeven avec Sharon Stone et Michael Douglas.
- 1993 : Last Action Hero (id.) de John McTiernan avec Arnold Schwarzenegger. Catherine Tramell apparaît en arrière-plan (caméo) lorsque Jack Slater (Arnold Schwarzenegger) arrive au commissariat de police.
- 2006 : Basic Instinct 2 (Basic Instinct 2: Risk addiction) de Michael Caton-Jones avec Sharon Stone et David Morrissey.

### Reprise du nom
Lors de sa cavale fin mai 2012, le tueur Luka Rocco Magnotta a pris le nom de Catherine Tramell pour s'inscrire dans le trajet de car Paris-Berlin .